# Motorradwerk Zschopau
Motorradwerk Zschopau ("fàbrica de motocicletes de Zschopau" en alemany), coneguda amb l'acrònim MZ, fou una empresa fabricant de motocicletes de l'Alemanya Oriental amb seu a Zschopau, Saxònia, que tingué activitat entre el 1956 i el 2008. Després de la reunificació alemanya, l'empresa s'anomenà MZ Motorrad- und Zweiradwerk GmbH ("fàbrica de motocicletes i vehicles de dues rodes MZ"), MuZ, i es mantingué així fins al 1999, en què recuperà el seu nom inicial.
Després que MZ tanqués definitivament el 2008, els antics pilots alemanys Ralf Waldmann i Martin Wimmer en compraren la marca i fundaren una nova empresa el 2009, Motorenwerke Zschopau GmbH, que acabà també tancant el 2013.

## Història

### Els orígens
La història de MZ enllaça amb la d'un altre famós fabricant alemany, DKW. El 1906, el danès Jørgen Skafte Rasmussen va comprar una antiga fàbrica tèxtil a Zschopau, al districte saxó d'Erzgebirge (a la banda occidental de les Muntanyes Metal·líferes, frontereres amb Txecoslovàquia), on juntament amb el seu soci Carl Ernst va començar a fabricar tota mena d'aparells, des de màquines de vapor a parament de la llar. El 1913, la societat es dividí i passà a anomenar-se Zschopauer Maschinenfabrik J. S. Rasmussen. El 1916, Rasmussen va desenvolupar un automòbil de vapor que anomenà Dampfkraftwagen ("automòbil propulsat per vapor"). El 1920, l'empresa llançà els seus primers motors de combustió de dos temps per a motocicleta i el 1923 adoptà la marca DKW. L'empresa començà a produir motocicletes el 1922 i automòbils el 1928. Aviat, DKW esdevingué el principal fabricant de motocicletes del món (el 1929 en va produir 60.000).
Durant la Gran Depressió, diversos fabricants de la zona van tenir problemes i el 1932, les empreses Horch i Audi de Zwickau, la línia d'automòbils de la Wanderer de Chemnitz (la de motocicletes l'havia adquirit el 1929 el txec František Janeček, fundador de Jawa) i la Zschopauer Motorenwerke J. S. Rasmussen (la raó social de DKW en aquells moments) es fusionaren i constituïren l'Auto Union AG, amb seu a Chemnitz. El logo actual d'Audi, amb quatre anelles entrellaçades, representa aquestes quatre empreses fundadores. Auto Union esdevingué el principal proveïdor de vehicles de la Wehrmacht.

### Durant la RDA
Acabada la Segona Guerra Mundial, l'actual estat de Saxònia va quedar dins el territori de la nova República Democràtica d'Alemanya (RDA), de manera que l'empresa de Chemnitz fou dissolta i el 1949 es tornà a fundar a l'Alemanya Occidental, concretament a Ingolstadt (Baviera), amb el nom d'Auto Union GmbH. Al mateix temps, l'antiga fàbrica de DKW a Zschopau, abandonada, va passar a dependre de la Industrieverband Fahrzeugbau ("Associació industrial per a la construcció de vehicles"), IFA, un conglomerat empresarial de la nova RDA que tingué vigència entre el 1947 i el 1991.

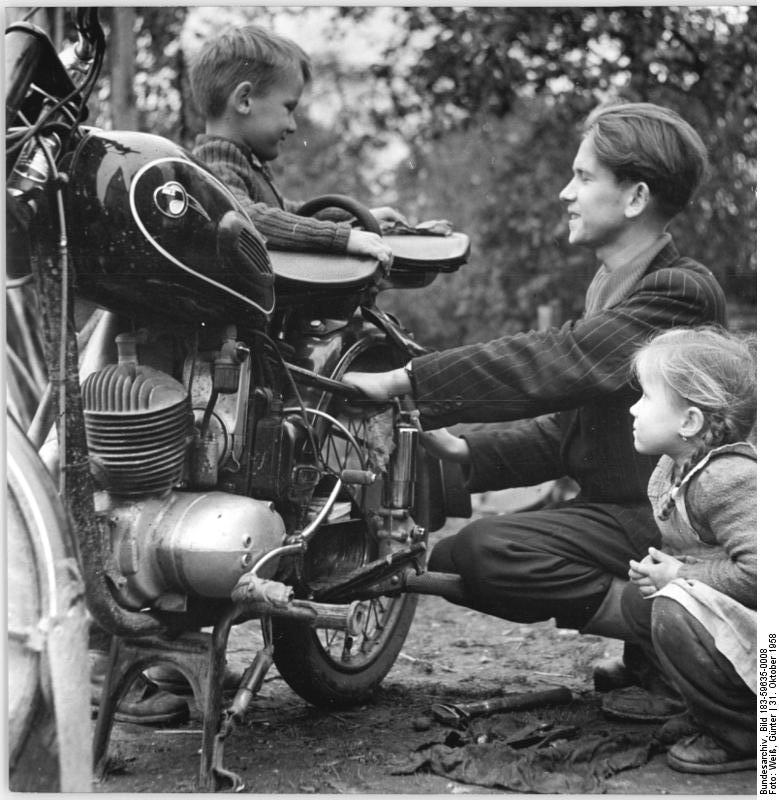
Una família alemanya amb una MZ RT 125/2 a Mecklenburg el 1958

L'IFA va reprendre la producció de motocicletes a Zschopau el 1950, inicialment centrada en un sol model: l'antiga DKW RT 125, llançada el 1939, la patent de la qual havia passat al domini públic com a part de les reparacions de guerra imposades a Alemanya (aquella moto fou l'origen, entre d'altres, de la BSA Bantam, la Harley-Davidson Hummer i l'OSSA 125). El 1952 es constituí la VEB Motorradwerk Zschopau (VEB era l'abreviatura de Volkseigener Betrieb, "empresa de propietat popular") i, d'ençà de 1956, les motocicletes produïdes a Zschopau deixaren de ser comercialitzades com a IFA i adoptaren la nova marca MZ. La producció del primer model, la RT 125, va continuar fins al 1962, quan es va aturar amb 310.800 unitats produïdes, 64.000 de les quals per a exportació. Aquell mateix any, 1962, MZ va presentar els primers models de nou disseny. Les seves monocilíndriques amb motors de dos temps, en cilindrades que anaven dels 125 als 350 cc (anomenades primer ETS, després TS i ETZ), anaren evolucionant poc a poc durant l'època comunista.
En l'aspecte esportiu, la marca alemanya fou sempre capdavantera i va marcar tendència al mundial de velocitat amb les seves innovacions tècniques, en gran manera obra de l'enginyer de curses i cap de departament Walter Kaaden. Des de mitjan dècada del 1950 i fins a ben entrada la del 1970, MZ fou una de les marques capdavanteres a les cilindrades dels 125cc, 250cc i 350cc. Durant aquella època, gràcies als estudis de Kaaden sobre la vàlvula rotativa, MZ va estar a l'avantguarda de la tecnologia dels motors de dos temps de petita cilindrada. També fou protagonista d'un dels primers casos d'espionatge industrial: el 1961, el seu pilot oficial Ernst Degner va fugir de l'Alemanya Oriental i fou acusat d'haver robat els projectes secrets de MZ i haver-los lliurat a Suzuki. L'autor britànic Max Oxley va escriure un llibre sobre aquest escàndol: Stealing Speed.
Però fou potser en la disciplina de l'enduro, anomenat aleshores Geländesport a Alemanya, on la marca obtingué els seus principals èxits. Durant anys, l'antiga RDA va dominar els Sis Dies Internacionals gràcies especialment als pilots que hi enviava equipats amb MZ. També varen ser nombrosos els títols que aconseguiren els alemanys orientals al Campionat d'Europa amb les MZ.
El 1970 es va arribar a la xifra d'un milió de motocicletes produïdes. El 1972, l'activitat es va ampliar a la construcció de sidecars i el 1983 va sortir de les línies de muntatge la motocicleta número dos milions, una MZ ETZ 250.

### Després del comunisme
El 1990, després de la caiguda del mur de Berlín, quan MZ havia produït 2.545.112 motocicletes i comptava amb prop de 3.200 treballadors, l'empresa es va privatitzar. Després de l'obertura de fronteres, les MZ ETZ evolucionaren més ràpidament, amb l'adopció de compta-revolucions, cadena primària Dúplex, bomba lubrificant independent, "silentbloc" a la culata (amb motor en voladís al bastidor), frens de disc italians Grimeca i forquilla anterior d'inspiració italiana, més estètica però sense manxes de protecció de les juntes (el model ETZ "Saxon" dels anys 90). Més tard, MZ va fer servir motors monocilíndrics Yamaha en alguns models, entre ells els anomenats Baghira, Mastiff i Skorpion.

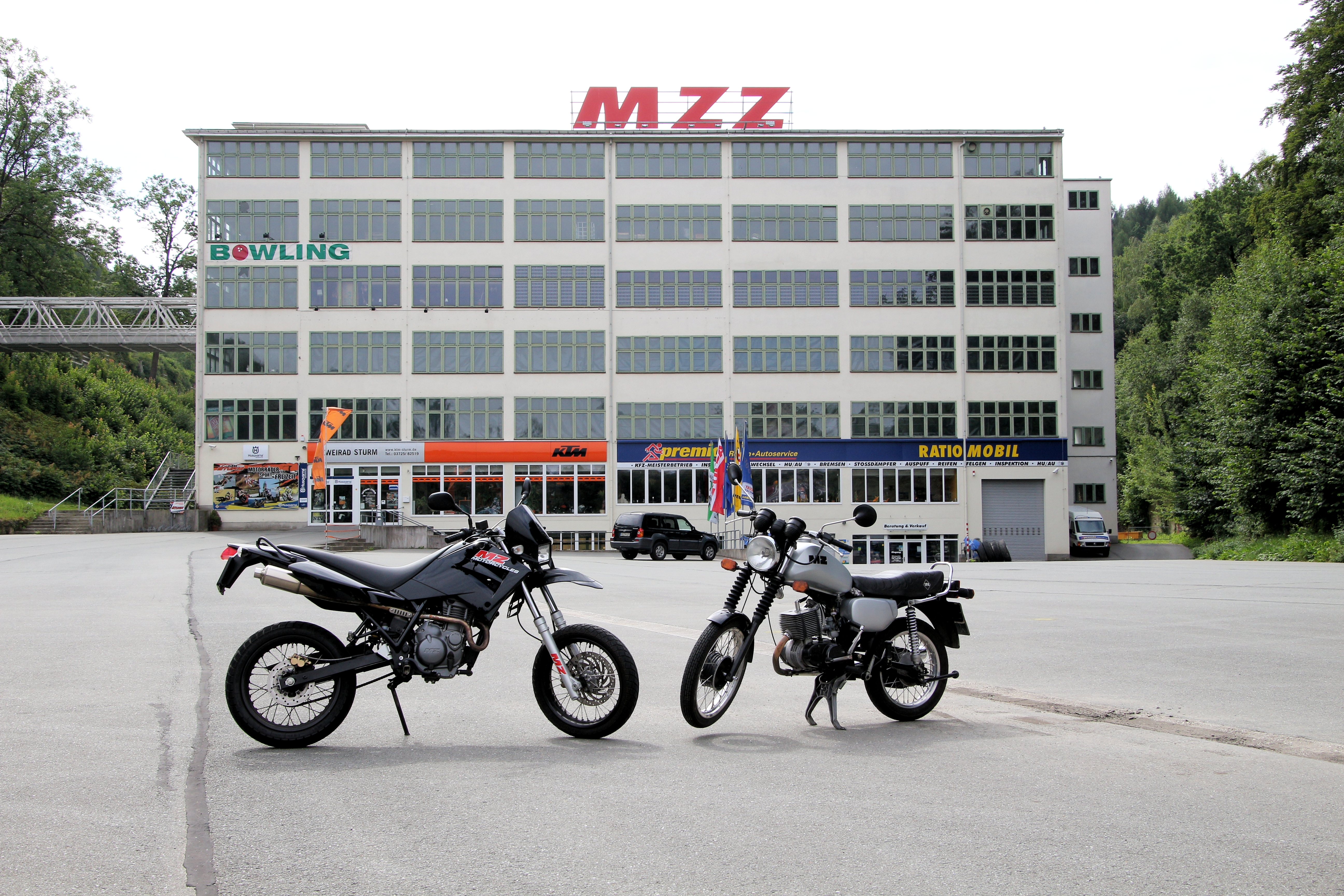
Dos models històrics de MZ davant l'antiga fàbrica de Zschopau, ja tancada, el 2015

Malgrat tot, a causa del dramàtic descens de la demanda, l'empresa no va durar gaire i el 18 de desembre de 1991 es declarà en fallida. El 1993 fou posada sota administració judicial i la patent de l'ETZ fou venuda a la firma turca Kanuni, la qual continuà produint els models 251 i 301. Els edificis i la maquinària de la fàbrica es varen vendre, però el nou propietari no va obtenir el dret de tornar a fer servir el nom de MZ i, per tant, va afegir una "u" entre la "M" i la "Z", transformant el nom en MuZ (Motorrad und Zweiradwerk GmbH, "fàbrica de motocicletes i de dues rodes"). La nova MuZ adoptà un logotip verd i blanc que evocava el de la DKW d'abans de la Segona Guerra Mundial.
El 1996, el grup malaisi Hong Leong (amb fàbrica a Shah Alam, Selangor) prengué el control de l'empresa. Gràcies al finançament que aportà el grup es va poder invertir en el desenvolupament de nous motors i motocicletes. Si fins aleshores, la firma s'havia dedicat només als motors de dos temps, els estàndards antipol·lució desfavorables a aquesta mena de motors des de començaments de la dècada del 2000 abocaren MZ a canviar de tecnologia. Els malaisis van desenvolupar juntament amb els enginyers alemanys les primeres motos de quatre temps de la marca: la MZ 1000S i la MZ RT 125, successora d'un dels models de motocicletes més famosos i copiats del món, la MZ RT125. La nova RT era petita i molt potent (130 km/h i 15 CV reals per a un monocilíndric de 4T de sèrie, Honda no ho superava), però poc destacable en l'apartat estètic. Aquest model estigué disponible en versió de carretera i supermotard. Pel que fa la gamma 1000 S, els tres models que la componien duien motor bicilíndric.
El 1999, l'empresa eliminà la u del seu nou nom i tornà a l'original, MZ. Després d'anys de pèrdues contínues, els patrocinadors malaisis retiraren el suport financer a la firma el juny de 2008 i al desembre, la fàbrica de Zschopau tancà després de més de 80 anys d'activitat en la producció de motocicletes. A començaments d'abril de 2009, Ralf Waldmann (antic pilot de Gran Premi que fou subcampió del món els anys 1996 i 1997), al costat del també antic pilot Martin Wimmer i la seva dona, Martina Häger, varen comprar MZ al grup Hong Leong i fundaren Motorenwerke Zschopau GmbH. El 2010, MZ debutà al campionat del món de Moto2, amb Anthony West com a pilot de l'equip de fàbrica MZ Racing Team. La temporada 2011 se li uní Max Neukirchner. Després de diverses dificultats financeres, però, la nova empresa fou declarada insolvent i clausurada el 2013.

## Llegat

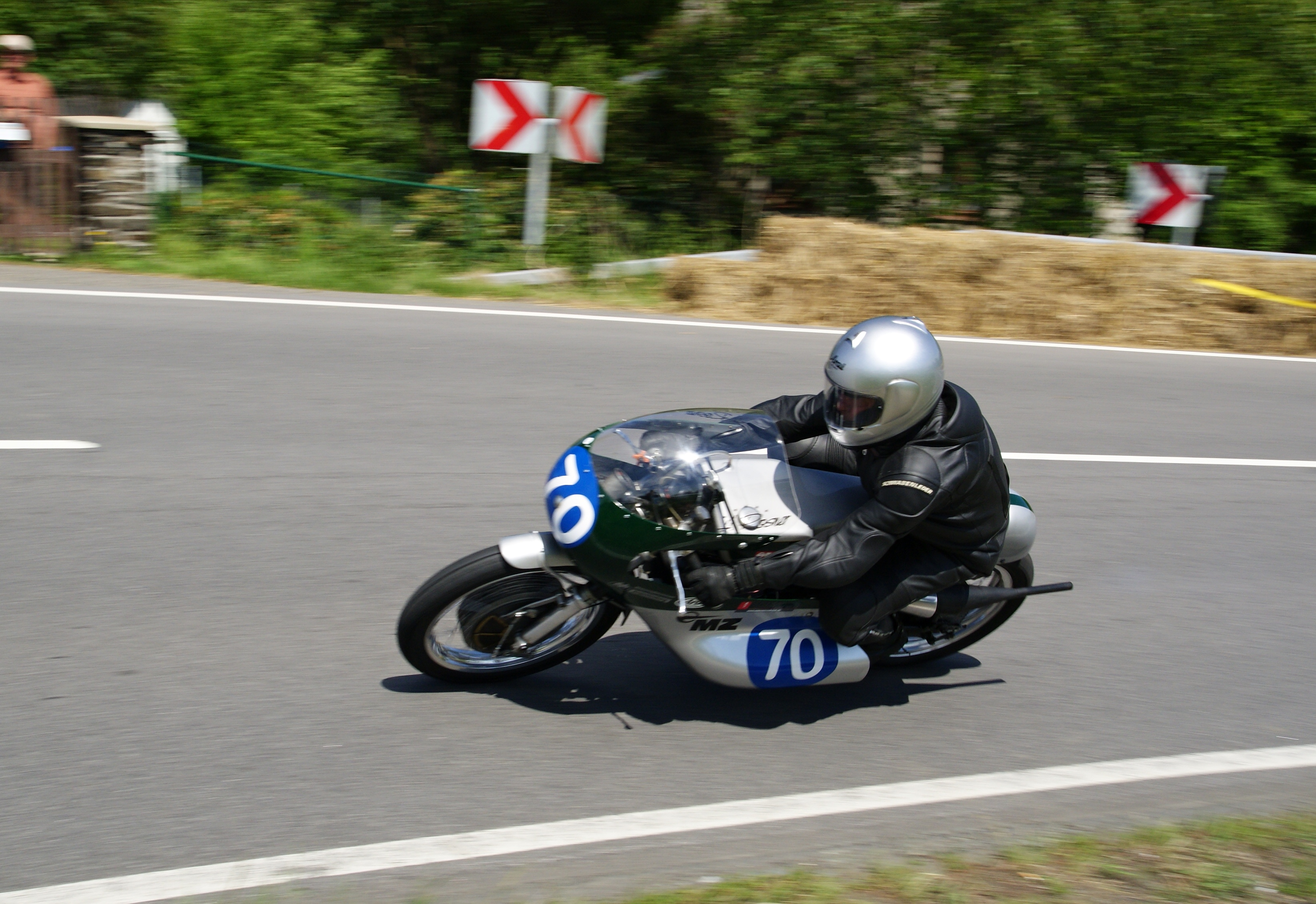
Heinz Rosner amb una MZ 350 dels 60 en una cursa a Zschopau el 2011

La planta de Zschopau fou una de les fàbriques de motocicletes més antigues del món, ja que en produïa des del 1922. MZ fou la primera empresa a desenvolupar el motor de dos temps per a vehicles i fou líder en el desenvolupament dels dos temps a tot el món. Durant la dècada del 1950, MZ era el líder mundial en aquesta tecnologia i, gràcies especialment a la feina de l'enginyer Walter Kaaden, els seus motors esdevingueren gairebé inigualables. Entre altres aportacions, Kaaden desenvolupà el tub d'escapament de dos temps conegut com a cambra d'expansió (anomenat popularment "tubarro") i la vàlvula rotativa.
El 1952, Walter Kaaden, acabat d'incorporar a la fàbrica de Zschopau, adaptà una vàlvula rotativa als motors de dos temps i aconseguí així gairebé duplicar-ne la potència; tot seguit, començà a assajar amb la tècnica de les ones ressonants dels tubs d'escapament tot inspirant-se en els orgues musicals i en les flautes. El 1953 es varen veure les primeres MZ amb vàlvula rotativa i escapament de ressonància, cosa desconeguda fins aleshores. El 1956, Ernst Degner començà a destacar en els Grans Premis amb una d'aquestes motos i uns anys després, el 1961, l'alemany protagonitzà la recordada fugida i fitxatge per Suzuki. L'èxit dels japonesos l'any següent, suposadament gràcies al coneixement de l'obra de Kaaden que tenia Degner, va fer que els motors de dos temps experimentessin un auge exponencial i evolucionessin fins al punt que quedà palès que, amb els mateixos centímetres cúbics, era impossible de batre una dos temps amb un motor de quatre. Més tard, Walter Kaaden tornà a demostrar el seu talent en concebre un motor MZ de 125 cc de manera que, per aconseguir-ne un de 250 cc, només calia muntar-ne un altre al costat totalment simètric i independent. Tot i semblar elemental, mai cap fabricant europeu no ho havia aconseguit fins aleshores.
Els motors de dos temps MZ desenvolupats per Kaaden han influït durant dècades en les curses de motociclisme. El seu motor de competició de 125 cc de la temporada de 1961 fou el primer a aconseguir una potència de 200 CV per litre. Els fabricants japonesos varen copiar àmpliament el seu revolucionari sistema de motors (de fet, els motors Suzuki de dos temps no varen ser competitius fins que la marca aconseguí els secrets del disseny de les MZ gràcies a Ernst Degner).
Força anys després del seu descobriment, el motor de vàlvula rotativa encara era emprat per diversos fabricants al mundial de velocitat, entre elles Montesa a la seva 250 Bicilíndrica (1966) i OSSA a la 250 Monocasc de Santiago Herrero (1968).

## Producció

### Models destacats
- RT 125: 1939–1962 i 2000–2012
- ES125/150: Bastidor d'acer premsat amb suspensió frontal tipus Earles. Quatre velocitats, mescla prèvia, sis volts
- ES250: Bastidor d'acer premsat amb suspensió frontal tipus Earles
- ETS250: Versió esportiva de l'ES però amb un tipus més tradicional de dipòsit i forquilles telescòpiques. El característic dipòsit de combustible de 23 l fa d'aquest model una motocicleta clàssica molt preuada
- TS250: Desenvolupada a partir de les ES/ETS, però amb un nou bastidor del tipus monobiga (amb el motor penjant de la biga superior, sense biga frontal). Els primers models duien canvi de quatre velocitats i culata d'aletes verticals, mentre que els posteriors tenien el motor pla per dalt i caixa de canvis de cinc velocitats, essent la base dels models posteriors. Aquests models eren tots de 6 volts i premescla de combustible.
- TS125/150: Descendent directa de la RT125, fou la darrera MZ a fer servir combustible "premesclat" i sistema elèctric de 6 volts
- ETZ250: La primera MZ de carretera amb fre de disc anterior i injecció automàtica d'oli. N'hi hagué un model especial, ETZ250A, destinat a l'exèrcit de la RDA i exportat a diversos països de l'Europa de l'Est.
- ETZ251: Derivada de l'ETZ250 però amb modificacions al motor i al xassís. També se'n va comercialitzar una versió de 300 cc.
- ETZ125/150: Semblant a l'ETZ251 en aparença, però amb un motor 125/150 actualitzat, ara amb el cilindre de capçal pla, caixa de canvis de cinc velocitats i autolubrificada. El disseny del motor encara derivava de l'original de DKW, ben visible per la palanca d'engegada concèntrica i la disposició del pedal de canvi.
- 500R: La primera MZ de quatre temps, bàsicament una ETZ251 amb motor Rotax de 500 cc, tot i que el motor ja no estava muntat sobre goma (la nova biga frontal li proporcionava un suport addicional).
- MZ Skorpion: El motor Rotax de 500 cc que es feu servir en el prototip dissenyat per Seymour-Powell fou substituït, al model definitiu de producció, per un de Yamaha de 660 cc refrigerat per aigua.[10]
- MZ 1000S: La MZ més grossa de totes i la primera a muntar un motor de quatre temps "fet a casa". El de la MZ 1000S fou al seu moment el motor bicilíndric en línia més potent del món.[11][12]

## Competició

### Velocitat
La participació de MZ en els Grans Premis del mundial de velocitat, amb tot el potencial d'un equip de fàbrica, fou important i continuada ja des de començaments de la dècada del 1950. Entre 1955 i 1976, la marca alemanya va aconseguir 13 victòries en Grans Premis i 105 podis. Pilots de nacionalitats diverses pilotaren en algun moment o altre de la seva carrera les MZ, entre ells Mike Hailwood, Luigi Taveri, Gary Hocking, Alan Shepherd, János Drapál, Silvio Grassetti, Bob Anderson, Kent Andersson, Dieter Braun, Cees van Dongen, Jan de Vries i Boet van Dulmen.
El 1956, Ernst Degner aconseguí els primers punts per a la marca amb la 125 de vàlvula rotativa en quedar desè al Gran Premi d'Alemanya celebrat al circuit de Solitude i el 1957, Horst Fügner acabà en novena posició final al mundial en la mateixa cilindrada. L'any següent, 1958, Fügner va guanyar amb la MZ el Gran Premi de Suècia i fou subcampió del món en 250cc. El 1959, MZ guanyà Grans Premis en dues cilindrades (Gary Hocking en 250cc i Ernst Degner en 125cc), mentre que Luigi Taveri guanyà també amb una MZ la prova internacional de Locarno de 125cc.
El 1961, MZ va estar a punt de guanyar el mundial de 125cc contra els motors de quatre temps d'Honda. El campionat es va perdre a l'últim moment, quan el seu pilot Ernst Degner, líder del mundial, fugí a l'Europa occidental just quan havia de disputar la darrera prova del campionat, el Gran Premi de l'Argentina. Poc després, Degner se n'anà al Japó a requeriment de Suzuki i fitxà per la marca japonesa. Gràcies al coneixement que posseïa l'alemany dels secrets de Walter Kaaden, ja el 1962 guanyà el primer mundial de 50cc amb una Suzuki amb vàlvula rotativa i escapament de ressonància, les dues principals aportacions de MZ.
Les autoritats de l'Alemanya de l'Est mai no havien donat ple suport a les aspiracions internacionals de MZ. La deserció d'Ernst Degner va iniciar el final dels anys de glòria de les motos de Kaaden. Tot i així, MZ no va deixar de participar al mundial i d'innovar en l'aspecte tecnològic. A finals dels seixanta, amb només dos cilindres, la MZ 250 de Heinz Rosner gairebé igualava la potència de les Yamaha RD05 V4 de 4 cilindres en "V" de Phil Read i Bill Ivy.
Més tard, durant l'etapa post-comunista, la nova empresa MuZ va desenvolupar models que resultaren competitius en curses de velocitat. A finals dels anys noranta, la MZ Skorpion Sport monocilíndrica de 660 cc es va promocionar a diversos països amb un trofeu anomenat "MuZ-cup". Model de gran maniobrabilitat, Ls Skorpion és encara actualment força popular a les curses de club i a les de Supermono. El seu motor basat en un de Yamaha es pot ajustar de manera fiable al 150% del seu rendiment original, cosa que el fa competitiu tant en curses de Supermono com en les de motocicletes monocilíndriques convencionals i bicilíndriques. Actualment, les MZ ETZ 250 i 251 s'empren en curses de club a Gran Bretanya, proporcionant muntures econòmiques per a aquells que hi volen competir amb tota la diversió però amb menys despeses. L'entitat que gestiona les motos alemanyes a l'illa és el BMZRC ("British M Z Racing Club").
El 2010, la nova MZ de Martin Wimmer va començar a competir en la nova categoria de Moto2 amb Anthony West. Després dels problemes inicials (MZ fou l'únic fabricant a emprar bastidor d'acer), Peter Rubatto, conegut a Alemanya com a Mr. Superbike, va assumir la direcció de l'equip de curses. MZ va obtenir punts al Campionat Mundial i va aconseguir ser a la primera fila del Gran Premi d'Indianapolis el 2010. El 2011, l'equip MZ Racing es va ampliar a 2 pilots, Anthony West i Max Neukirchner. En la darrera cursa de la temporada, Anthony West va estar a punt de guanyar el primer Gran Premi per a MZ des dels anys seixanta. La temporada del 2012, a causa dels problemes financers de l'empresa, MZ no va fer res de bo al mundial. A finals d'agost, l'equip es va haver de retirar de les competicions.

### Enduro

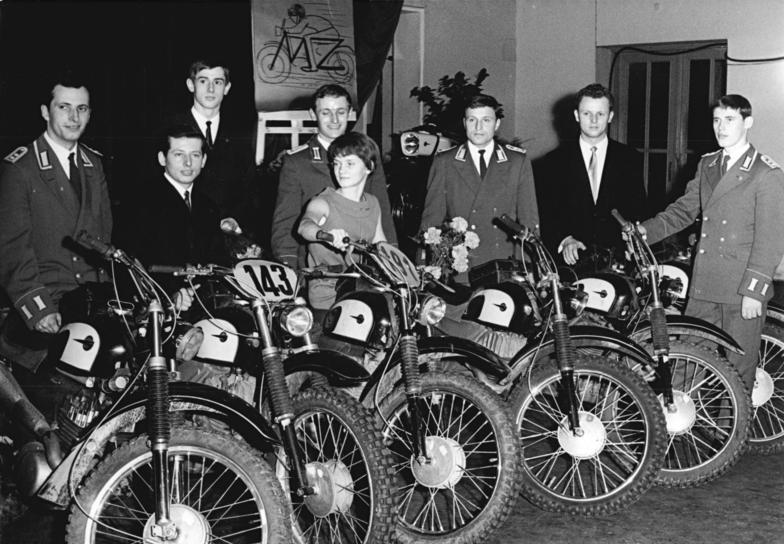
L'equip de MZ als ISDT, guanyador del premi Atleta de l'Any 1967. D'esquerra a dreta: Hans Weber, Werner Salevsky, Roland Matthes (nedador), Peter Uhlig, Karin Janz (gimnasta), Klaus Teuchert, Karlheinz Wagner i Klaus Halser

A banda de la velocitat, l'activitat esportiva de l'empresa es va centrar en la modalitat de l'enduro, on aconseguí diversos títols al Campionat d'Europa i nombroses victòries en algunes de les proves més destacades de l'època, entre elles la Valli Bergamasche i la Rund um Zschopau.
Pel que fa a la principal competició internacional d'aquesta modalitat, els Sis Dies Internacionals d'Enduro (anomenats a l'època International Six Days Trial, ISDT), MZ contribuí especialment als diversos èxits que hi obtingué durant anys la selecció de la RDA. Tot i que l'Alemanya Oriental hi acostumava a competir fent servir una barreja de motos MZ i Simson, el més habitual era que els pilots de les cilindrades petites, fins als 125cc, hi participessin amb les Simson i els de les mitjanes i grans, a partir dels 175cc (les més determinants), ho fessin amb MZ. Durant la dècada del 1960, pilots com ara Hans Weber, Peter Uhlig i Fred Willamowski, tots ells amb MZ, van marcar la diferència i van ser els màxims responsables del domini de l'Alemanya Oriental als ISDT. La RDA va guanyar el Trofeu de forma ininterrompuda entre el 1963 i el 1967, una fita que poc després igualà Txecoslovàquia (1970-1974), en aquest cas gràcies especialment a les seves motocicletes Jawa.

#### Palmarès
Campionats d'Europa
| - 1968: Peter Uhlig (175cc) i Werner Salevsky (250cc) - 1970: Fred Willamowski (+350cc) - 1971: Fred Willamowski (+350cc) - 1978: Manfred Jäger (+500cc) - 1981: Jens Scheffler (500cc) | - 1983: Harald Sturm (250cc 2T) i Jens Scheffler (500cc 2T) - 1984: Harald Sturm (250cc 2T) i Jens Scheffler (500cc 2T) - 1985: Harald Sturm (250cc 2T) i Jens Scheffler (500cc 2T) - 1986: Harald Sturm (250cc 2T) |

Victòries de la RDA als ISDT
| - 1963: Trofeu - Equip de la RDA - 1964: Trofeu - Equip de la RDA - 1965: Trofeu - Equip de la RDA - 1966: Trofeu - Equip de la RDA | - 1967: Trofeu - Equip de la RDA - 1969: Trofeu - Equip de la RDA - 1987: Trofeu - Equip de la RDA |

1. ↑  A banda de les victòries al Trofeu aquí ressenyades, la RDA va guanyar també el Vas a les edicions de 1964-65, 1982, 1984-85 i 1987